# سيسكو

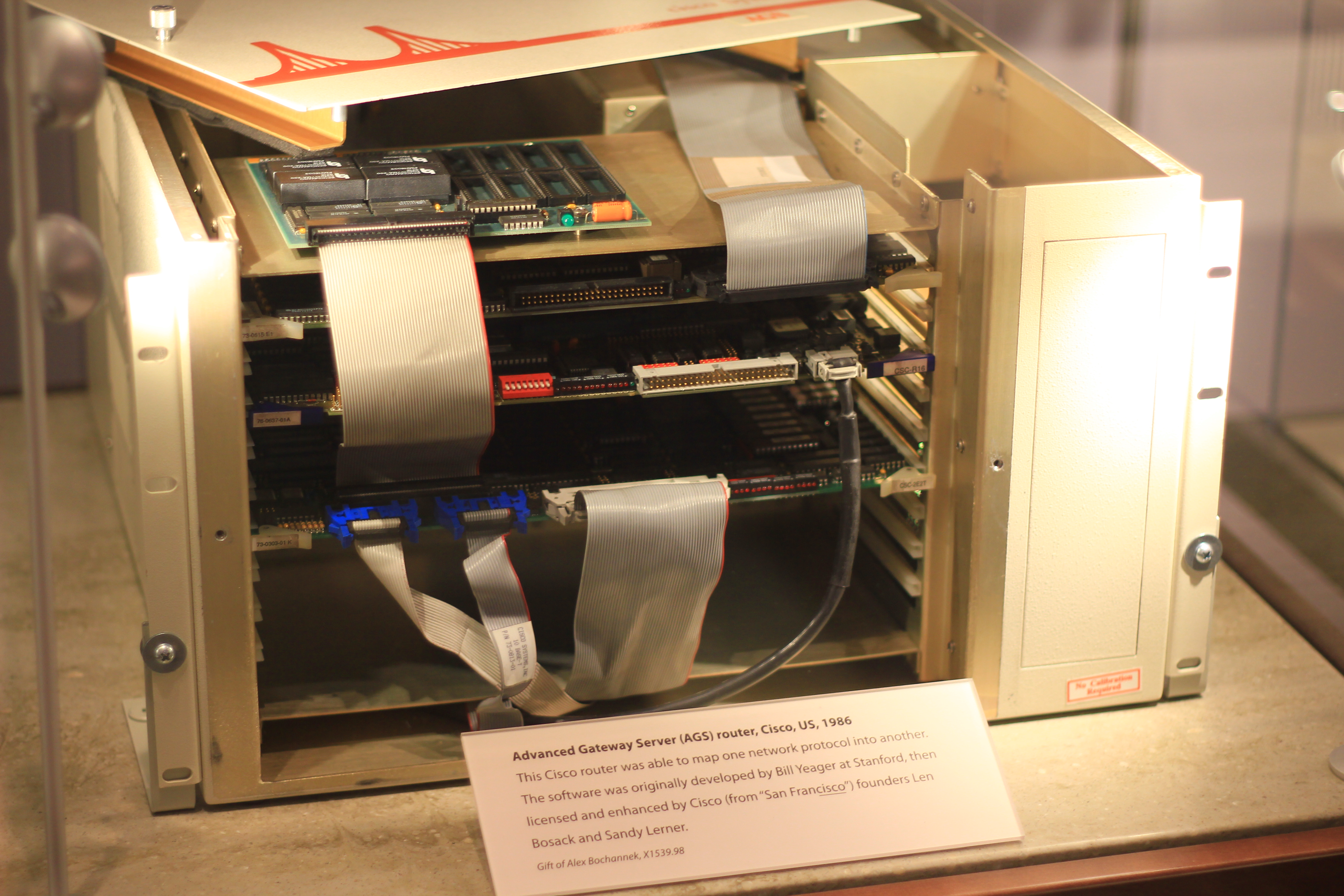
أول موجه سيسكو، موجه خادم البوابة المتقدمة (1986)

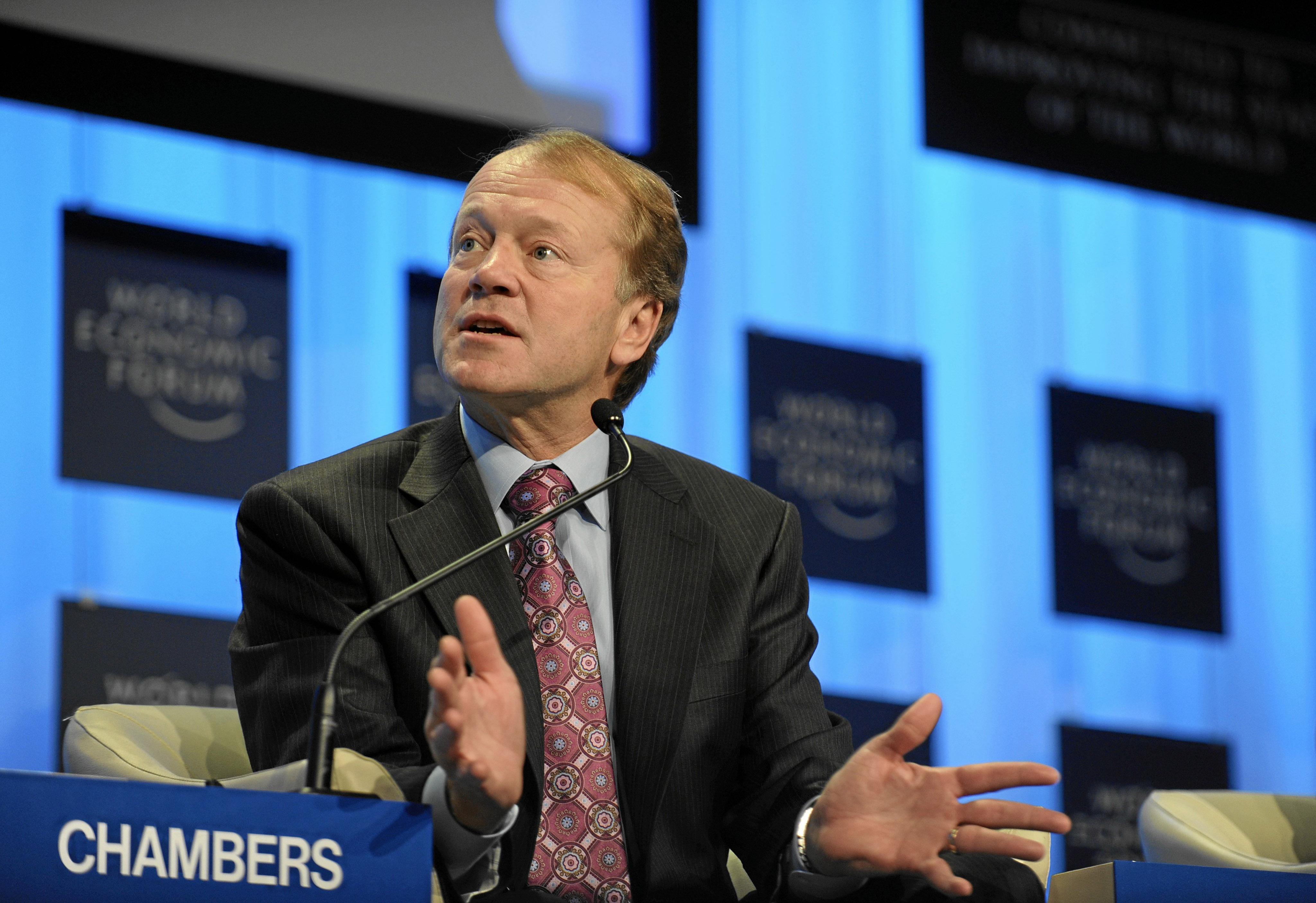
قاد جون ت. تشامبرز شركة سيسكو كرئيس تنفيذي لها بين عامي 1995 و2015 (في الصورة في المنتدى الاقتصادي العالمي 2010، في دافوس، سويسرا).

شركة سيسكو سيستمز (بالإنجليزية: Cisco Systems)‏ هي شركة تكنولوجية أمريكية متعددة الجنسيات يقع مقرها الرئيسي في سان خوسيه، كاليفورنيا، في وسط وادي السيليكون. تقوم سيسكو بتطوير وتصنيع وبيع أجهزة الشبكات والبرامج ومعدات الاتصالات السلكية واللاسلكية وغيرها من خدمات ومنتجات التكنولوجيا العالية. تم الاستحواذ عليها من خلال العديد من الشركات التابعة، مثل أوبن دي إن إس وويبيكس وإكس إم بي بي، تتخصص سيسكو في أسواق تقنية محددة، مثل إنترنت الأشياء ونطاق الإنترنت وإدارة الطاقة. تأسست شركة سيسكو في كاليفورنيا.
تمت إضافة سهم سيسكو إلى مؤشر داو جونز الصناعي في 8 يونيو 2009، وهو مدرج أيضًا في مؤشر إس و بي 500، ومؤشر (Russell 1000)، ومؤشر (بورصة نازداك-100)، ومؤشر (Russell 1000 Growth Stock).
في عام 2020، صنفت مجلة فورتشن شركة سيسكو في المرتبة الرابعة على قائمتها السنوية لأفضل 100 شركة للعمل في عام 2020 بناءً على استطلاع رأي حول رضا الموظفين.
تأسست سيسكو سيستمز في ديسمبر 1984 على يد ليونارد بوساك وساندرا ليرنر، وهما عالمان حاسوب بجامعة ستانفورد كان لهما دور فعال في توصيل أجهزة الحاسوب في ستانفورد. لقد ابتكروا مفهوم الشبكة المحلية (LAN) التي يتم استخدامها لتوصيل أجهزة حاسوب متباينة جغرافيًا عبر نظام توجيه متعدد البروتوكولات. بحلول الوقت الذي أصبحت فيه الشركة عامة في عام 1990، بلغت القيمة السوقية لشركة سيسكو 224 مليون دولار، بحلول نهاية فقاعة الإنترنت في عام 2000، زاد هذا إلى 500 مليار دولار. اعتبارًا من نوفمبر 2020، تبلغ القيمة السوقية لشركة سيسكو حوالي 173 مليار دولار.

## تاريخ الشركة

### 1984-1995: الأصول والنمو الأولي
تأسست شركة سيسكو سيستمز في ديسمبر 1984 على يد ساندرا ليرنر مع زوجها ليونارد بوساك. كانت ليرنر مديرةً لمرافق الحاسوب في كلية الدراسات العليا للأعمال بجامعة ستانفورد. كان بوساك مسؤولاً عن أجهزة الحاسوب في قسم علم الحاسوب بجامعة ستانفورد.
منتج سيسكو الأولي له جذور في تكنولوجيا الحرم الجامعي بجامعة ستانفورد. في أوائل الثمانينيات من القرن الماضي، استخدم الطلاب والموظفون في جامعة ستانفورد، بما في ذلك بوساك، التكنولوجيا في الحرم الجامعي لربط جميع أنظمة الحاسوب بالمدرسة للتحدث مع بعضها البعض، وإنشاء صندوق يعمل كموجه متعدد البروتوكولات يسمى «الصندوق الأزرق». استخدم الصندوق الأزرق برنامجًا كتبه المهندس البحثي ويليام يياغر في جامعة ستانفورد. نظرًا للبنية الأساسية وقدرتها على التوسع بشكل جيد، أصبح اختراع يياغر المصمم جيدًا مفتاحًا لنجاح سيسكو المبكر.
في عام 1985، بدأ بوساك وموظف ستانفورد، كيرك لوغيد، مشروعًا لتكوين شبكة رسمية لحرم جامعة ستانفورد. قاموا بتكييف برنامج يياغر مع ما أصبح أساسًا لنظام تشغيل الشبكات البينية، على الرغم من ادعاءات يياغر بأنه قد تم رفض الإذن ببيع الصندوق الأزرق تجاريًا. في 11 يوليو 1986، أُجبر بوساك ولوغيد على الاستقالة من جامعة ستانفورد وفكرت الجامعة في رفع شكاوى جنائية ضد شركة سيسكو ومؤسسيها لسرقة برامجها وتصميمات الأجهزة والممتلكات الفكرية الأخرى. في عام 1987، رخصت ستانفورد برنامج التوجيه واثنين من لوحات الحاسوب لشركة سيسكو. بالإضافة إلى بوساك، أكملت ليرنر ولوغيد وجريج ساتز (مبرمج) وريتشارد ترويانو (الذي تولى إدارة المبيعات) فريق سيسكو المبكر. أول رئيس تنفيذي للشركة كان بيل جريفز، الذي شغل هذا المنصب من عام 1987 إلى عام 1988. في عام 1988، تم تعيين جون مورجريدج الرئيس التنفيذي.
اشتق اسم «سيسكو» من اسم مدينة سان فرانسيسكو، ولهذا أصر مهندسو الشركة على استخدام الأحرف الصغيرة «سيسكو» في سنواتها الأولى. يهدف الشعار إلى تصوير برجي جسر البوابة الذهبية.
في 16 فبراير 1990، أصبحت شركة سيسكو سيستمز عامة برأسمال سوقي قدره 224 مليون دولار أمريكي، وتم إدراجها في بورصة نازداك. في 28 أغسطس 1990، تم طرد ليرنر. عند سماع النبأ، استقال زوجها بوساك احتجاجًا.
على الرغم من أن سيسكو لم تكن أول شركة تقوم بتطوير وبيع عقد شبكة مخصصة، إلا أنها كانت من أوائل الشركات التي تبيع أجهزة توجيه ناجحة تجاريًا تدعم بروتوكولات الشبكات المتعددة. سمحت البنية الكلاسيكية القائمة على وحدة المعالجة المركزية لأجهزة سيسكو المبكرة إلى جانب المرونة في نظام تشغيل الشبكات البينية بمواكبة الاحتياجات التكنولوجية المتطورة عن طريق ترقيات البرامج المتكررة. تمكنت بعض النماذج الشائعة في ذلك الوقت (مثل سيسكو2500) من البقاء في الإنتاج لمدة عقد تقريبًا دون تغيير تقريبًا. كانت الشركة سريعة في الاستحواذ على بيئة مزودي الخدمة الناشئة، ودخلت سوق خدمات الدعم بخطوط إنتاج مثل سيسكو 7000 وسيسكو8500.
بين عامي 1992 و1994، استحوذت سيسكو على العديد من الشركات في تحويل المبدل، مثل كالبانا وجراند جنكشن وأبرزها شركة اتصالات (Crescendo) من ماريو مازولا، والتي شكلت معًا وحدة أعمال محفز سيسكو. في ذلك الوقت، تصورت الشركة أن توجيه الطبقة 3 والطبقة 2 (إيثرنت، الحلقة الرمزية) يتحولان كوظائف تكميلية لذكاء وبنية مختلفة - الأول كان بطيئًا ومعقدًا، والأخير كان سريعًا ولكنه بسيط. سيطرت هذه الفلسفة على خطوط إنتاج الشركة طوال التسعينيات.
في عام 1995، خلف جون مورجريدج جون تي شامبرز.

### 1996–2005: ذكاء الإنترنت والسيليكون
أصبح بروتوكول الإنترنت معتمدًا على نطاق واسع في منتصف وأواخر التسعينيات. قدمت سيسكو منتجات تتراوح من أرفف الوصول إلى المودم (AS5200) إلى أجهزة توجيه (GSR) الأساسية، مما يجعلها لاعبًا رئيسيًا في السوق. في أواخر مارس 2000، في ذروة فقاعة الإنترنت، أصبحت شركة سيسكو الشركة الأكثر قيمة في العالم،
برأسمال سوقي يزيد عن 500 مليار دولار. اعتبارًا من يوليو 2014، بقيمة سوقية تبلغ حوالي 129 مليار دولار أمريكي، كانت لا تزال واحدة من أكثر الشركات
قيمة.
أدى التعقيد الملحوظ لوظائف توجيه البرمجة في السيليكون إلى تشكيل العديد من الشركات الناشئة المصممة على إيجاد طرق جديدة لمعالجة حزم بروتوكولات الإنترنت وتبديل عديد البروتوكولات باستخدام المؤشرات التعريفية بالكامل في حدود الأجهزة وطمس الحدود بين التوجيه والتبديل. قامت شركة جونيبر للشبكات بشحن أول منتج لها في عام 1999 وبحلول عام 2000 تخلصت من حصة سوق سيسكو SP بنسبة 30%. رداً على ذلك، طورت سيسكو لاحقًا بطاقات الدوائر المتكاملة محددة التطبيقات محلية الصنع وبطاقات معالجة سريعة لأجهزة توجيه (GSR) ومحولات محفزة 6500. في عام 2004، بدأت سيسكو أيضًا في الانتقال إلى الأجهزة المتطورة الجديدة نظام توجيه الناقل-1 وهندسة البرامج (IOS-XR).

### 2006–2012: الشبكة البشرية

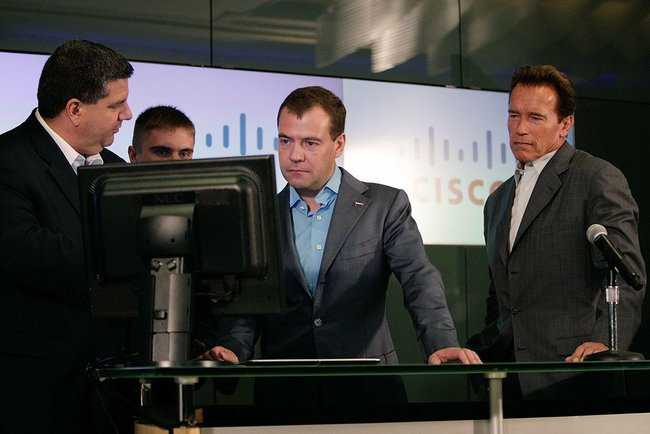
الرئيس الروسي دميتري ميدفيديف وحاكم كاليفورنيا أرنولد شوارزنيجر في سيسكو، 2010.

كجزء من حملة إعادة تسمية العلامة التجارية في عام 2006، تبنت سيسكو سيستمز الاسم المختصر «سيسكو» وأنشأت حملة إعلانية «الشبكة البشرية». تهدف هذه الجهود إلى جعل علامة سيسكو علامة تجارية «منزلية» - وهي إستراتيجية مصممة لدعم منتجات لينكسيس منخفضة الجودة ومنتجات المستهلكين المستقبلية.
على الجانب التجاري الأكثر تقليدية، واصلت سيسكوتطوير محفظة التوجيه والتبديل والأمان الخاصة بها. كما أثرت الأهمية المتزايدة بسرعة لشبكة الإيثرنت على خطوط إنتاج الشركة. كما أجبرت حدود نظام تشغيل الشبكات البينية وبنية التصاعد المتقادمة سيسكو على النظر إلى السيليكون التجاري في قطاع إيثرنت الناقل. نتج عن ذلك عائلة منتجات (ASR9000) جديدة تهدف إلى دمج شبكة إيثرنت الشركة وإدارة المشتركين حول الأجهزة المستندة إلى (EZChip) و (IOS-XR).
خلال منتصف العقد الأول من القرن الحادي والعشرين، قامت شركة سيسكو أيضًا ببناء وجود كبير في الهند، حيث أسست مركز العولمة شرقًا في بنغالور مقابل مليار دولار. توسعت سيسكو أيضًا في أسواق جديدة من خلال الاستحواذ - أحد الأمثلة على ذلك هو شراء عام 2009 لمتخصص شبكات ستارنت نتووركس.
استمرت شركة سيسكو في مواجهة التحدي من قبل كل من المنافسين المحليين ألكاتل-لوسنت وجونيبر للشبكات وهواوي منافس خارجي. نظرًا للربح الأقل من المتوقع في عام 2011، خفضت سيسكو النفقات السنوية بمقدار مليار دولار. استغنت الشركة عن 3000 موظف ببرنامج تقاعد مبكر قبل الاستحواذ وخطط لإلغاء ما يصل إلى 10000 وظيفة (حوالي 14 بالمائة من إجمالي 73400 موظف قبل تقليص عدد الموظفين). خلال مكالمة المحللين لعام 2011، دعا جون تشامبرز الرئيس التنفيذي لشركة سيسكو العديد من المنافسين بالاسم، بما في ذلك جونيبر و (HP).
في 24 يوليو 2012، تلقت سيسكو موافقة من الاتحاد الأوروبي للحصول على (مطور برامج تلفزيونية) مقابل 5 مليارات دولار أمريكي. في عام 2013، باعت شركة سيسكو وحدة التوجيه المنزلي الخاصة بها من (Linksys) إلى شركة شركة بلكين الدولية. مما يشير إلى تحول في المبيعات للشركات بدلاً من المستهلكين.

### حاليًا

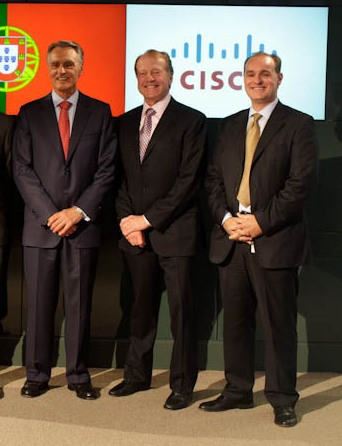
الرئيس البرتغالي السابق كافاكو سيلفا، والرئيس التنفيذي السابق لشركة سيسكو جون تشامبرز ومدير سيسكو الأول للابتكار هيلدر أنتونز، خلال الزيارة الرئاسية لعام 2011 إلى الولايات المتحدة.

في 23 يوليو 2013، أعلنت سيسكو سيستمز عن اتفاقية نهائية للاستحواذ على (Sourcefire) مقابل 2.7 مليار دولار. في 14 أغسطس 2013، أعلنت شركة سيسكو سيستمز أنها ستلغي 4000 وظيفة من قوتها العاملة، أي ما يقرب من 6%، بدءًا من عام 2014. في نهاية عام 2013، أعلنت شركة سيسكو عن ضعف الإيرادات بسبب انخفاض المبيعات في الأسواق الناشئة، بسبب عدم اليقين الاقتصادي والمخاوف من قيام وكالة الأمن القومي بزرع أبواب خلفية في منتجاتها.
في أبريل 2014، أعلنت شركة سيسكو عن تمويلها للشركات في مراحلها الأولى للتركيز على إنترنت الأشياء. تم تخصيص صندوق الاستثمار للاستثمارات في مسرعات إنترنت الأشياء والشركات الناشئة مثل المسرع الكيميائي وشبكات أيلا وإيفريثنغ. في وقت لاحق من ذلك العام، أعلنت الشركة أنها ستسرح 6000 عامل آخر أو 8% من قوتها العاملة العالمية، كجزء من إعادة هيكلة ثانية. في 4 نوفمبر 2014، أعلنت شركة سيسكو عن استثمار في ستراتوسكالي.
في 4 مايو 2015، أعلنت سيسكو أن الرئيس التنفيذي ورئيس مجلس الإدارة جون تي شامبرز سيتنحى عن منصبه كرئيس تنفيذي في 26 يوليو 2015، لكن يظل رئيس مجلس الإدارة. تم الإعلان عن تشاك روبينز، نائب الرئيس الأول للمبيعات والعمليات في جميع أنحاء العالم وخبير سيسكو المخضرم لمدة 17 عامًا، ليكون الرئيس التنفيذي التالي. في 23 يوليو 2015، أعلنت شركة سيسكو تجريد جهاز فك التشفير التلفزيوني وأعمال مودم الكابلات إلى شركة (Technicolor SA) مقابل 600 مليون دولار، وهو قسم تم تشكيله في الأصل من خلال شراء شركة سيسكو لأتلانتا العلمية بقيمة 6.9 مليار دولار. جاءت الصفقة كجزء من خروج سيسكو التدريجي من السوق الاستهلاكي، وكجزء من جهود القيادة الجديدة لشركة سيسكو للتركيز على المنتجات المستندة إلى السحابة في قطاعات المؤسسات. أشارت سيسكو إلى أنها ستظل تتعاون مع (Technicolor) في منتجات الفيديو. في 19 نوفمبر 2015، أسست شركة سيسكو جنبًا إلى جنب مع إيه.آر.إم القابضة وديل وإنتل ومايكروسوفت وجامعة برينستون لتعزيز الاهتمامات والتنمية في مجال الحوسبة الضبابية.
في يناير 2016، استثمرت سيسكو في (VeloCloud)، وهي شركة ناشئة عن الشبكة العالمية (SD-WAN) معرّفة بالبرمجيات مع عرض سحابي لتكوين شبكات المكاتب الفرعية وتحسينها. ساهمت سيسكو في جولة (VeloCloud) بقيمة 27 مليون دولار من السلسلة ج، بقيادة مارش كابيتال بارتنرز.
في فبراير 2017، أطلقت سيسكو بوابة إنترنت آمنة قائمة على السحابة، تسمى مظلة سيسكو، لتوفير وصول آمن إلى الإنترنت للمستخدمين الذين لا يستخدمون شبكات الشركات الخاصة بهم أو شبكة خاصة افتراضية للاتصال بمراكز البيانات البعيدة. مباشرة بعد الإبلاغ عن أرباح الربع الرابع لعام 2017، قفزت قيمة سعر السهم لشركة سيسكو بأكثر من 7%، بينما ارتفعت نسبة ربحية السهم من 60 إلى 61 سنتًا للسهم، ويرجع ذلك جزئيًا إلى تفوق سيسكو في توقعات المحللين. في سبتمبر 2017، أعلن تشيمبرز أنه سيتنحى عن منصب الرئيس التنفيذي في نهاية فترة عضويته في مجلس الإدارة في ديسمبر 2017. في 11 ديسمبر 2017، تم انتخاب روبنز خلفًا لتشامبرز كرئيس تنفيذي مع احتفاظه بمنصبه كرئيس تنفيذي، وتم منح تشامبرز لقب «رئيس فخري».
ذكرت وكالة رويترز أن «عائدات منتجات شركة سيسكو سيستمز في روسيا نمت بنسبة 20 في المائة في عام 2017، متجاوزة نمو عائدات منتجات التكنولوجيا من سيسكو في ما يسمى ببلدان البريك في البرازيل والصين والهند».
في 1 مايو 2018، وافقت سيسكو سيستمز على شراء شركة (Accompany) لبدء ذكاء الأعمال المدعومة بالذكاء الاصطناعي مقابل 270 مليون دولار. اعتبارًا من يونيو 2018، احتلت سيسكو سيستمز المرتبة 444 على قائمة فوربس جلوبال 2000، بقيمة سوقية تبلغ 221.3 مليار دولار.
في عام 2019، استحوذت سيسكو على كلاود شيري، وهي شركة لإدارة تجربة العملاء، وشركة (Voicea)، وهي شركة ذكاء اصطناعي.
في مارس 2020، غادر نائب الرئيس الأول والمدير العام لشركة شبكة المؤسسات ديفيد جويكلر ليصبح الرئيس التنفيذي لشركة ويسترن ديجيتال. وحل محله تود نايتينجيل، رئيس شركة سيسكو ميراكي.

## المالية
بالنسبة للسنة المالية 2018، أعلنت شركة سيسكو عن أرباح بلغت 0.1 مليار دولار أمريكي، بإيرادات سنوية بلغت 49.3 مليار دولار أمريكي، بزيادة قدرها 2.8% عن الدورة المالية السابقة. تم تداول أسهم سيسكو بأكثر من 43 دولارًا أمريكيًا للسهم الواحد، وبلغت قيمتها السوقية 213.2 مليار دولار أمريكي في سبتمبر 2018. يُعزى انخفاض صافي الدخل للسنة المالية 2018 إلى فرض ضريبة لمرة واحدة، مما سمح لشركة سيسكو بإعادة رأس المال من الخارج. يُعزى انخفاض صافي الدخل للسنة المالية 2018 إلى فرض ضريبة لمرة واحدة، مما سمح لشركة سيسكو بإعادة رأس المال من الخارج.
| العام | إيرادات في ميل. دولار أمريكي | صافي الدخل في ميل. دولار أمريكي | إجمالي الأصول في ميل. دولار أمريكي | سعر السهم بالدولار الأمريكي | الموظفين |
| ----- | ---------------------------- | ------------------------------- | ---------------------------------- | --------------------------- | -------- |
| 2000  |                              |                                 |                                    |                             |          |
| 2001  | 22.293                       | −1.014                          | 35.238                             | 16.69                       |          |
| 2002  | 18.915                       | 1.893                           | 37.795                             | 11.80                       |          |
| 2003  | 18.878                       | 3.578                           | 37.107                             | 14.38                       |          |
| 2004  | 22.045                       | 4.401                           | 35.594                             | 17.44                       |          |
| 2005  | 24.801                       | 5.741                           | 33.883                             | 14.67                       |          |
| 2006  | 28.484                       | 5.580                           | 43.315                             | 17.45                       | 49.930   |
| 2007  | 34.922                       | 7.333                           | 53.340                             | 23.07                       | 61.560   |
| 2008  | 39.540                       | 8.052                           | 58.734                             | 18.15                       | 66.130   |
| 2009  | 36.117                       | 6.134                           | 68.128                             | 16.14                       | 65.550   |
| 2010  | 40.040                       | 7.767                           | 81.130                             | 18.74                       | 70.700   |
| 2011  | 43.218                       | 6.490                           | 87.095                             | 14.10                       | 71.830   |
| 2012  | 46.061                       | 8.041                           | 91.759                             | 15.34                       | 66.640   |
| 2013  | 48.607                       | 9.983                           | 101.191                            | 19.20                       | 75.049   |
| 2014  | 47.142                       | 7.853                           | 105.070                            | 21.22                       | 74.042   |
| 2015  | 49.161                       | 8.981                           | 113.373                            | 25.09                       | 71.833   |
| 2016  | 49.247                       | 10.739                          | 121.652                            | 26.83                       | 73.700   |
| 2017  | 48.005                       | 9.609                           | 129.818                            | 31.97                       | 72.900   |
| 2018  | 49.330                       | 110                             | 108.784                            | 43.65                       | 74.200   |
| 2019  | 51.904                       | 11.621                          | 97.793                             | 55.84                       | 75.900   |

## هيكل الشركة

### عمليات الاستحواذ والشركات التابعة
استحوذت شركة سيسكو على مجموعة متنوعة من الشركات لتدوير المنتجات والمواهب إلى الشركة. في 1995-1996 أكملت الشركة 11 عملية استحواذ. كانت العديد من
عمليات الاستحواذ، مثل ستراتاكوم، واحدة من أكبر الصفقات في الصناعة عندما حدثت. خلال طفرة الإنترنت في عام 1999، استحوذت الشركة على شركة (Cerent Corporation)، وهي شركة ناشئة تقع في بيتالوما، كاليفورنيا، مقابل حوالي 7 مليارات دولار أمريكي. لقد كانت أغلى عملية استحواذ قامت بها سيسكو حتى ذلك التاريخ، وكان الاستحواذ على أتلانتا العلمية فقط أكبر. في عام 1999، استحوذت سيسكو أيضًا على حصة بقيمة مليار دولار في استشارات (KPMG) لتمكين تأسيس شركة مترو للإنترنت أسسها كيور باتيل أوف فيوز. نمت العديد من الشركات التي تم الاستحواذ عليها لتصبح مليار دولار + وحدات أعمال لشركة سيسكو بما في ذلك المبدل والصوت عبر الإنترنت الأساسي ويبيكس والشبكات المنزلية. جاء هذا الأخير نتيجة لاستحواذ سيسكو على لينكسيس في عام 2003 وفي عام 2010 تم استكماله بخط إنتاج جديد أطلق عليه اسم (Cisco Valet).
أعلنت شركة سيسكو في 12 يناير 2005 أنها ستستحوذ على المجال الجوي مقابل 450 مليون دولار أمريكي لتعزيز خطوط إنتاج وحدات التحكم اللاسلكية.
أعلنت شركة سيسكو في 4 يناير 2007 أنها ستشتري أيرون بورت في صفقة قيمتها 830 مليون دولار أمريكي وأكملت عملية الاستحواذ في 25 يونيو 2007. اشتهرت أيرون بورت بـ (IronPort AntiSpam)، وخدمة سمعة البريد الإلكتروني (SenderBase) وأجهزة أمان البريد الإلكتروني الخاصة بها. وفقًا لذلك، تم دمج أيرون بورت في وحدة أعمال أمن سيسكو. تمت إعادة تسمية سيندربيز من أيرون بورت باسم سينسورباس لمراعاة المدخلات في قاعدة البيانات هذه التي توفرها أجهزة سيسكو الأخرى. يسمح سينسورباس لهذه الأجهزة بإنشاء ملف تعريف مخاطر على عناوين بروتوكولات الإنترنت، وبالتالي السماح بإنشاء ملفات تعريف المخاطر ديناميكيًا على مواقع بروتوكول نقل النص الفائق ومصادر بروتوكول نقل البريد الإلكتروني البسيط.
أعلنت شركة سيسكو في 15 مارس 2012، أنها ستستحوذ على مجموعة (NDS) مقابل 5 مليارات دولار. تم الانتهاء من الصفقة في 30 يوليو 2012.
في أحدث صفقات الاندماج، اشترت شبكات سيسكو ستارنت (شركة حزمة أساسية للهواتف المحمولة) ومجموعة موتو للتنمية، وهي شركة استشارية لتصميم المنتجات ساعدت في تطوير كاميرا فيديو (Flip) من سيسكو. أيضًا في عام 2010، أصبحت سيسكو شريكًا رئيسيًا في أسبوع المهارات الإلكترونية. في مارس 2011، أكملت شركة سيسكو الاستحواذ على شركة شبكات باري الخاصة بتكوين الشبكة وإدارة التغيير.

على الرغم من أن العديد من عمليات الشراء الإضافية (مثل شبكات Crescendo في عام 1993، وتاندبرج في عام 2010) أدت إلى الاستحواذ على التكنولوجيا الرائدة لشركة سيسكو، إلا أن العديد من عمليات الشراء الأخرى قد فشلت جزئيًا أو كليًا. على سبيل المثال، في عام 2010، احتلت شركة سيسكو حصة كبيرة من سوق الحزمة الضوئية، ولم تكن الإيرادات على قدم المساواة مع 7 مليارات دولار أمريكي تم دفعها في عام 1999 لشركة سيرينت. شهدت بعض التقنيات المكتسبة (مثل Flip from Pure Digital) إنهاء خطوط إنتاجها.
في يناير 2013، استحوذت شركة سيسكو سيستمز على شركة إنتوسيل الإسرائيلية لصناعة البرمجيات مقابل حوالي 475 مليون دولار نقدًا، وهي خطوة لتوسيع عروض إدارة شبكة الهاتف المحمول. في نفس الشهر، استحوذت سيسكو سيستمز على الأمن المعرفي، وهي شركة تركز على الحماية من التهديدات الإلكترونية. استحوذت سيسكو أيضًا على حل مباشر (الخدمات السحابية) في مارس 2013 وأوبيكيسيس (برنامج الهاتف المحمول) في أبريل 2013.
استحوذت سيسكو على شركة (Sourcefire) للأمن السيبراني في أكتوبر 2013. في 16 يونيو 2014، أعلنت شركة سيسكو أنها أكملت عملية الاستحواذ على ThreatGRID، وهي شركة تقدم تحليل ديناميكي للبرامج الضارة وتقنية استخبارات التهديدات.
في 17 يونيو 2014، أعلنت سيسكو عن نيتها في الاستحواذ على أنظمة (Tail-f) المملوكة للقطاع الخاص، وهي شركة رائدة في حلول تنسيق خدمة الشبكة متعددة البائعين للشبكات التقليدية والافتراضية.
في 2 أبريل 2015، أعلنت شركة سيسكو عن خططها لشراء إمبران، وهي شركة ناشئة للشبكات المعرفة بالبرمجيات. ستمنح الصفقة منصة برامج غشاء سيسكو، والتي توفر خدمات شبكة الطبقة 3-7 لأشياء مثل جدران الحماية، وإنهاء الشبكة الخاصة الافتراضية، وموازن تحميل الخادم وتفريغ (SSL).
في 7 مايو 2015، أعلنت سيسكو عن خططها لشراء تروبو، وهو نظام أساسي لواجهة برمجة تطبيقات سحابية يعمل على تبسيط إضافة الاتصالات في الوقت الفعلي وقدرات التعاون داخل التطبيقات.
في 30 يونيو 2015، استحوذت سيسكو على أوبن دي إن إس المملوكة للقطاع الخاص، وهي الشركة المعروفة بخدمة نظام أسماء النطاقات التي تضيف مستوى من الأمان من خلال مراقبة طلبات اسم المجال.
في 6 أغسطس 2015، أعلنت شركة سيسكو أنها أكملت عملية الاستحواذ على شركة شبكة الصيانة المملوكة للقطاع الخاص، وهي شركة مقرها الولايات المتحدة تشتهر بمنصة إدارة العقود القائمة على سحابة تبادل الخدمة. في نفس الشهر، استحوذت سيسكو على بوا، وهي شركة مملوكة للقطاع الخاص في بنغالور بالهند توفر برامج مشاركة ملفات آمنة في أماكن العمل وقائمة على السحابة.
في 30 سبتمبر 2015، أعلنت شركة سيسكو عن نيتها الاستحواذ على أمن الحاسوب Portcullis المملوكة للقطاع الخاص، وهي شركة مقرها المملكة المتحدة توفر خدمات الأمن السيبراني لعملاء المؤسسات والقطاعات الحكومية.
في 26 أكتوبر 2015، أعلنت سيسكو عن نيتها الاستحواذ على بارستريم، وهي شركة مملوكة للقطاع الخاص مقرها في كولونيا، ألمانيا، توفر قاعدة بيانات تحليلية تسمح للشركات بتحليل كميات كبيرة من البيانات وتخزينها في الوقت الفعلي تقريبًا في أي مكان في الشبكة.
في 27 أكتوبر 2015، أعلنت شركة سيسكو أنها ستستحوذ على لانكوب، وهي شركة تركز على الكشف عن نشاط التهديد، مقابل 452.5 مليون دولار في صفقة نقدية وحقوق ملكية.
في 28 يونيو 2016، أعلنت شركة سيسكو عن نيتها الاستحواذ على كلاودلوك، وهي شركة أمان سحابية مملوكة للقطاع الخاص تأسست في عام 2011 من قبل ثلاثة من قدامى المحاربين الإسرائيليين، مقابل 293 مليون دولار. كان من المتوقع إغلاق الصفقة في الربع الأول من عام 2017.
في أغسطس 2016، أعلنت سيسكو أنها تقترب من عقد صفقة للاستحواذ على سبرينغ باث، الشركة الناشئة التي تُستخدم تقنيتها في أنظمة هايبر فليكس من سيسكو. تمتلك سيسكو بالفعل حصة غير معلنة في المزود المتقارب للغاية.
في يناير 2017، أعلنت شركة سيسكو أنها ستستحوذ على (AppDynamics)، وهي شركة تراقب أداء التطبيقات، مقابل 3.7 مليار دولار. قبل يوم واحد من تعيين (AppDynamics) للاكتتاب العام.
في 26 يناير 2017، أسست سيسكو تحالف الابتكار في ألمانيا مع إحدى عشرة شركة أخرى تضم 40 موقعًا و2000 موظفًا لتزويد الشركات الصغيرة في ألمانيا بالخبرة.
في 1 أغسطس 2017، أكملت سيسكو الاستحواذ على شركة (Viptela). مقابل 610 مليون دولار نقدًا ومنح حقوق ملكية مفترضة. كانت (Viptela) شركة خاصة ذات شبكة واسعة النطاق محددة بالبرمجيات ومقرها في سان خوسيه، كاليفورنيا.
في 23 أكتوبر 2017، أعلنت سيسكو سيستمز أنها ستستحوذ على برودسوفت مقابل 1.9 مليار دولار لترسيخ نفسها في مجال الاتصال والتعاون السحابي.
في 7 أغسطس 2020، أكملت شركة سيسكو استحواذها على شركة (ThousandEyes) لتحليل الشبكات.
1 أكتوبر 2020، أعلنت شركة سيسكو أنها ستستحوذ على شركة بورتشيفت الإسرائيلية الناشئة مقابل 100 مليون دولار.
في 7 ديسمبر 2020، أعلنت شركة سيسكو أنها ستستحوذ على (Slido) لتحسين الأسئلة والأجوبة والاستطلاعات والمشاركة في مؤتمرات الفيديو ويبيكس.
في 7 كانون الأول (ديسمبر) 2020، أعلنت شركة سيسكو عن استحواذها على IMImobile في المملكة المتحدة في صفقة بقيمة 730 مليون دولار.

### ملكية
اعتبارًا من عام 2017 مملوكة بشكل أساسي لأسهم سيسكو سيستمز من قبل مستثمرين مؤسسيين (فانغارد للاستثمار، بلاك روك، ستيت ستريت كوربوريشن وآخرون).

## منتجات وخدمات
تركز منتجات وخدمات سيسكو على ثلاثة قطاعات في السوق - المؤسسة ومزود الخدمة والشركات متوسطة الحجم والشركات الصغيرة.
توفر سيسكو منتجات وخدمات تكنولوجيا المعلومات عبر خمسة مجالات تقنية رئيسية: الشبكات (بما في ذلك الإيثرنت والبصرية واللاسلكية والتنقل) والأمن والتعاون (بما في ذلك الصوت والفيديو والبيانات) ومركز البيانات وإنترنت الأشياء.
نمت شهرة سيسكو بشكل متزايد في منطقة آسيا والمحيط الهادئ على مدى العقود الثلاثة الماضية وهي البائع المهيمن في السوق الأسترالية مع الريادة في جميع قطاعات السوق. وهي تستخدم مكتبها الأسترالي كأحد المقار الرئيسية لمنطقة آسيا والمحيط الهادئ.

### خدمات الصوت عبر الإنترنت
أصبحت سيسكو مزودًا رئيسيًا لخدمات الصوت عبر الإنترنت للمؤسسات وهي الآن تنتقل إلى سوق المستخدمين المنزليين من خلال استحواذها على أتلانتا العلمية ولينكسيس. توفر أتلانتا العلمية معدات الصوت عبر الإنترنت لمقدمي خدمات الكابلات مثل وارنر ميديا و (Cablevision) وروجرز للإتصالات ورمز المنتج العالمي وغيرها، أقامت لينكسيس شراكة مع شركات مثل سكايب ومايكروسوفت وياهو! لدمج خدمات الصوت عبر الإنترنت الاستهلاكية مع الهواتف اللاسلكية.

#### حل التعاون المستضاف
يمكن لشركاء سيسكو تقديم خدمات قائمة على السحابة استنادًا إلى نظام الحوسبة الموحدة الافتراضي من سيسكو. جزء من حل تقديم خدمات سيسكو الموحدة الذي يتضمن إصدارات مستضافة من مدير اتصالات سيسكو الموحدة ومركز اتصالات سيسكو الموحد والتنقل الموحد من سيسكو وحضور سيسكو الموحد واتصال وحدة سيسكو (المراسلة الموحدة) ومركز اجتماعات سيسكو ويبيكس.

### شبكة الاستجابة للطوارئ

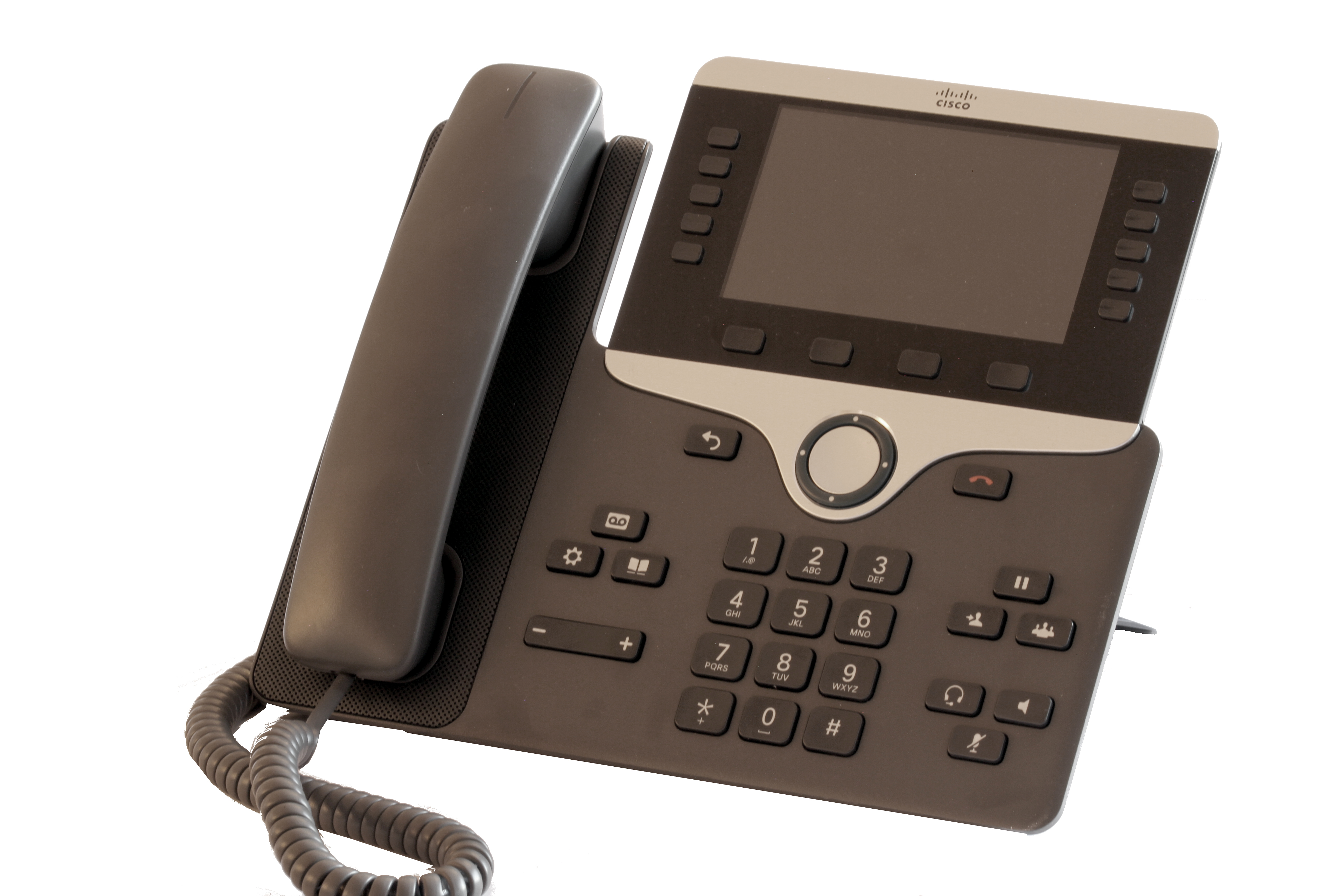
هاتف سيسكو 8851 يروتوكول الإنترنت

كجزء من مبادرة العمليات التكتيكية، تحتفظ سيسكو بالعديد من مركبات الاستجابة لحالات الطوارئ على الشبكة (NERV). يتم صيانة المركبات ونشرها من قبل موظفي سيسكو أثناء الكوارث الطبيعية والأزمات العامة الأخرى. المركبات قائمة بذاتها وتوفر خدمات سلكية ولاسلكية بما في ذلك إمكانية التشغيل البيني الصوتي والرادي، والصوت عبر بروتوكول الإنترنت، والمراقبة بالفيديو القائمة على الشبكة، ومؤتمرات الفيديو عالية الدقة للقادة والمستجيبين الأوائل في مناطق الأزمات مع ما يصل إلى 3 ميغابت / ثانية من عرض النطاق الترددي (لأعلى ولأسفل) عبر هوائي ساتلي بطول 1.8 متر.
تقع شبكات الاستجابة للطوارئ في مواقع مقر سيسكو في سان خوسيه، كاليفورنيا وفي حديقة مثلث البحوث، شمال كارولينا، مما يسمح بالنشر الاستراتيجي في أمريكا الشمالية. يمكن أن تصبح جاهزة للعمل بشكل كامل في غضون 15 دقيقة من الوصول. تسمح خزانات وقود الديزل عالية السعة للمركبات الأكبر بالعمل لمدة تصل إلى 72 ساعة متواصلة. تم نشر شبكة الاستجابة للطوارئ في حوادث مثل حرائق الغابات في كاليفورنيا في أكتوبر 2007، أعاصير غوستاف وآيك وكاترينا، انفجار خط أنابيب الغاز في سان برونو 2010، تفشي الإعصار في ولاية كارولينا الشمالية وألاباما في عام 2011، وإعصار ساندي في عام 2012.
يحافظ فريق العمليات التكتيكية على مجموعات اتصالات أصغر حجمًا وأكثر قابلية للنقل وينشرها في حالات الطوارئ خارج أمريكا الشمالية. في عام 2010، تم نشر الفريق للمساعدة في التعافي من الزلزال في هايتي وكريستشيرش (نيوزيلندا). في عام 2011، تم نشرهم في الفيضانات في البرازيل، وكذلك استجابة لزلزال 2011 وتسونامي في اليابان. في عام 2011، حصلت شركة سيسكو على جائزة التأهب للابتكار من فرع الصليب الأحمر الأمريكي في وادي السيليكون عن تطويرها واستخدام هذه المركبات في حالات الكوارث.

### شهادات

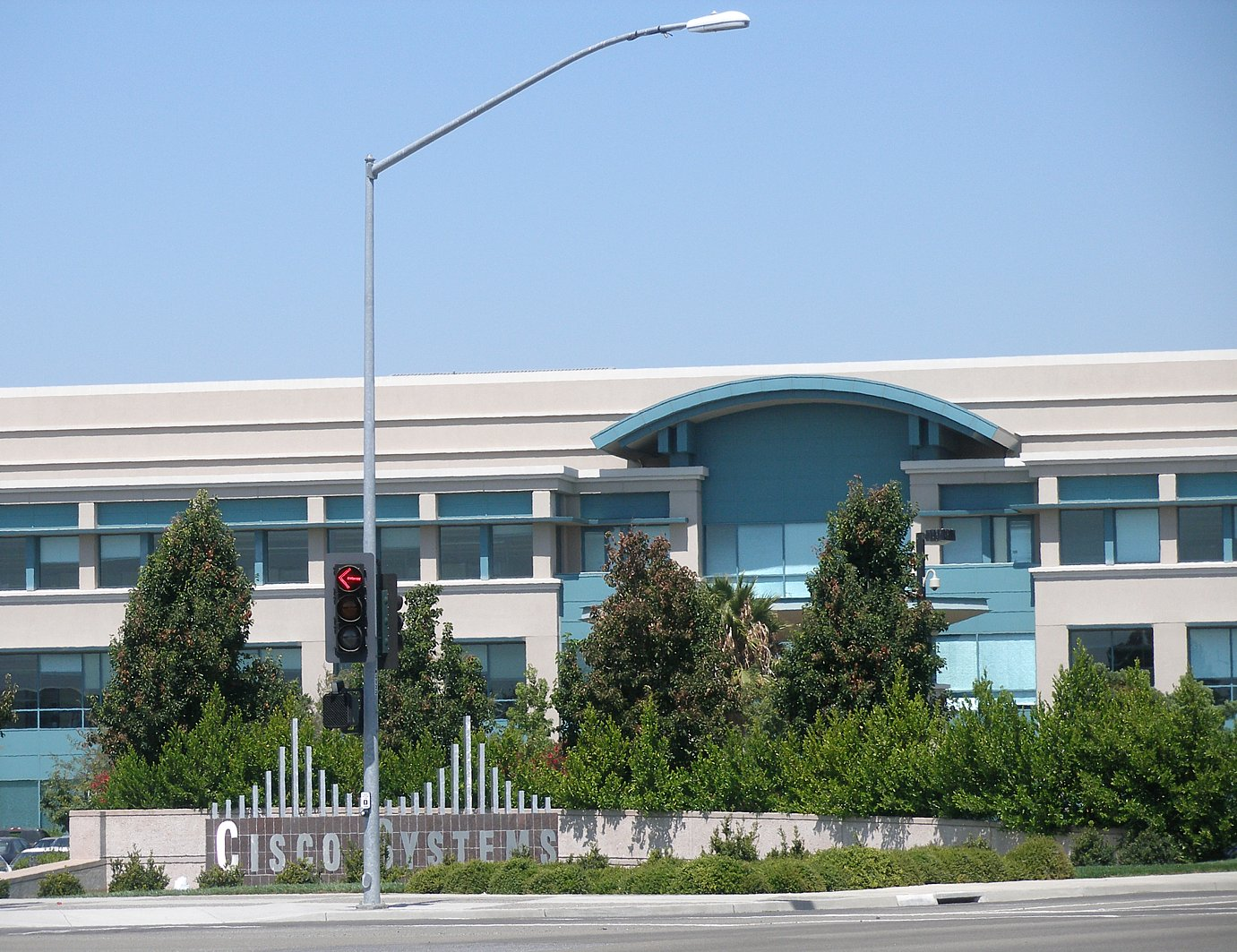
المقر الرئيسي لشركة سيسكو في منطقة شمال سان خوسيه للابتكار، سان خوسيه، كاليفورنيا في وادي السيليكون.

ترعى سيسكو سيستمز أيضًا مجموعة من الشهادات المتخصصة في تكنولوجيا المعلومات لمنتجات سيسكو. هناك أربعة أو خمسة مستويات (المسار إلى مصممي الشبكات) من
الشهادات: الدخول، مساعد، محترف، خبير ومهندس حديث، بالإضافة إلى تسعة مسارات مختلفة، التوجيه والتبديل، التصميم، الشبكة الصناعية، أمن الشبكات، مزود الخدمة، عمليات مزود الخدمة، شبكات التخزين، الصوت، مركز البيانات واللاسلكية.
يتوفر أيضًا عدد من شهادات الفنيين المتخصصين والمبيعات ومراكز البيانات. توفر سيسكو أيضًا التدريب على هذه الشهادات عبر بوابة تسمى أكاديمية سيسكو للشبكات. يمكن للمدارس المؤهلة أن تصبح أعضاء في أكاديمية سيسكو للشبكات ثم توفر دورات مستوى مساعد شبكة معتمد من سيسكو أو دورات مستوى أخرى. يجب أن يكون معلمو أكاديمية سيسكو حاصلين على شهادة مساعد شبكة معتمد من سيسكو ليكونوا مدرسين معتمدين من (CCAI).
غالبًا ما تجد سيسكو نفسها معنية بالتعليم الفني. مع أكثر من 10000 شراكة في أكثر من 65 دولة، يعمل برنامج أكاديمية سيسكو في العديد من المواقع الغريبة. على سبيل المثال، في مارس 2013، أعلنت شركة سيسكو عن اهتمامها بميانمار من خلال الاستثمار في أكاديميتين للشبكات من سيسكو في يانغون وماندالاي وشبكة من شركاء القنوات.

## شؤون الشركات

### الجوائز والأوسمة

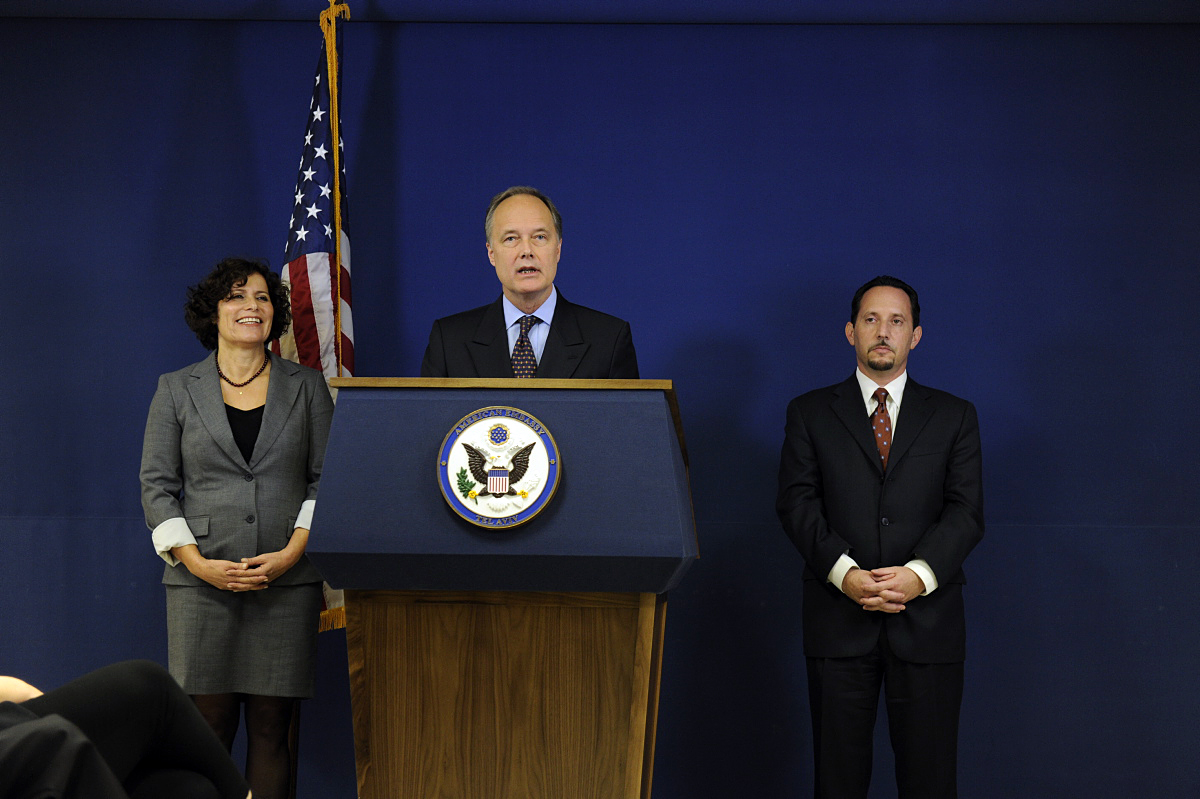
في عام 2010، منحت وزيرة الخارجية هيلاري كلينتون شركة سيسكو جائزة وزير الخارجية للتميز المؤسسي، والتي قدمها في القدس السفير جيمس كانينغهام إلى زيكا أبزوك، مدير أول سيسكو.

تم مشاهدة منتجات سيسكو، بما في ذلك هواتف برتوكول الإنترنت والتواجد عن بُعد، في الأفلام والمسلسلات التلفزيونية. ظهرت الشركة في الفيلم الوثائقي غامر شيء الذي عرض لأول مرة في عام 2011.
حصلت شركة سيسكو على جائزة رون براون في 2002-2003، وهي تكريم رئاسي أمريكي لتكريم الشركات «للجودة المثالية لعلاقاتها مع الموظفين والمجتمعات». احتلت سيسكو المرتبة الأولى في المكان الرائع لأفضل أماكن العمل 2019. في عام 2020، صنفت مجلة فورتشن شركة سيسكو سيستمز في المرتبة الرابعة على قائمة فورتشن لأفضل 100 شركة للعمل في 2020 بناءً على استطلاع رأي حول رضا الموظفين. وفقًا لتقرير صادر عن شركة الاستشارات التكنولوجية (LexInnova)، كانت سيسكو واحدة من المستلمين الرئيسيين لبراءات الاختراع المتعلقة بأمن الشبكات مع أكبر محفظة ضمن الشركات الأخرى (6442 براءة اختراع متعلقة بالأمن) في عام 2015.

### الخلافات

#### علاقات المساهمين

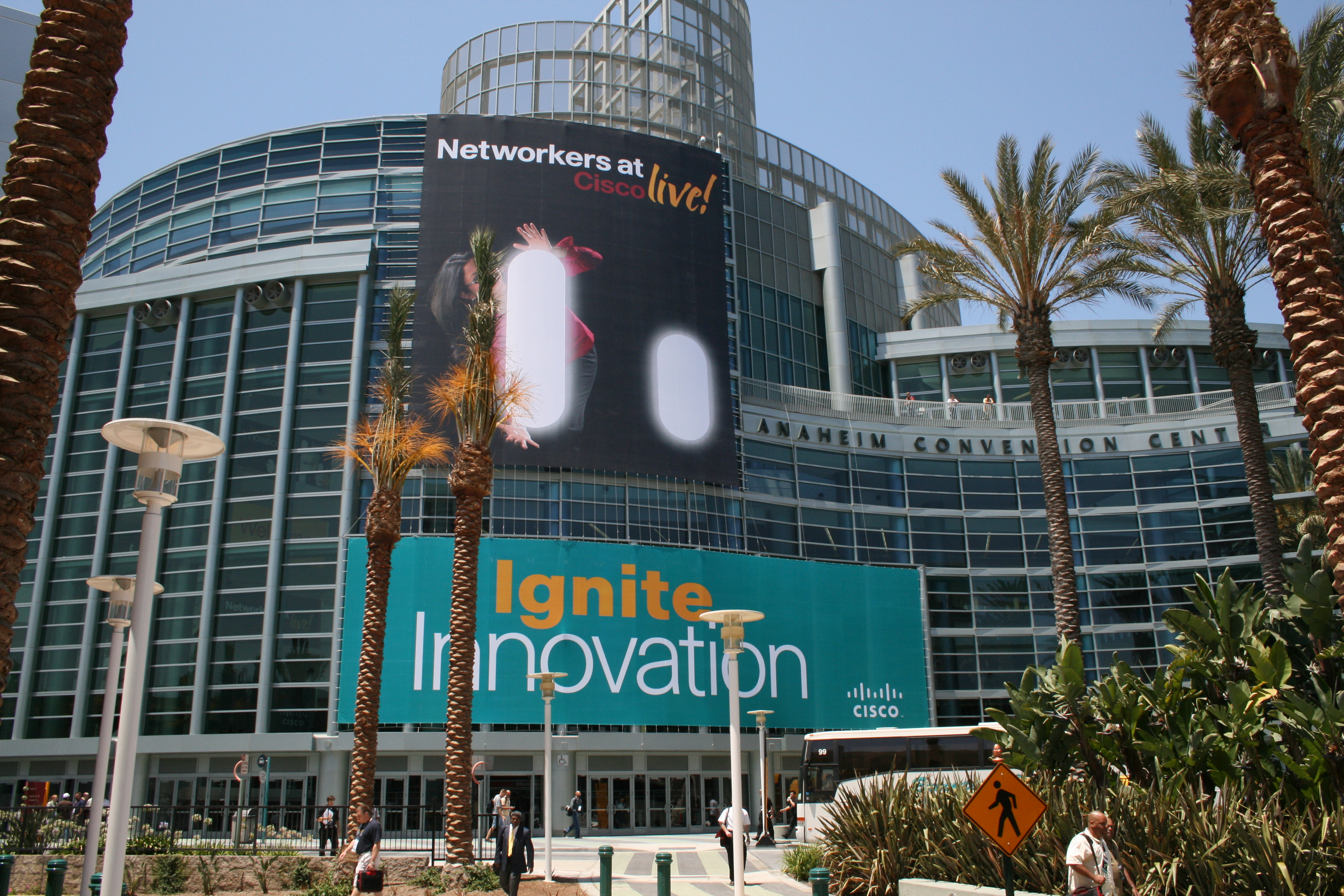
سيسكو لايف 2007 في أنهايم، كاليفورنيا. سيسكو لايف هو المعرض والمؤتمر السنوي للشركة.

اتهمت الدعوى الجماعية المرفوعة في 20 أبريل 2001 شركة سيسكو بالإدلاء ببيانات مضللة «اعتمد عليها مشترو أسهم سيسكو» والتداول من الداخل. بينما نفت سيسكو جميع الادعاءات الواردة في الدعوى، في 18 أغسطس 2006، دفعت شركات التأمين على المسؤولية في سيسكو ومديروها ومسؤولوها للمدعين 91.75 مليون دولار أمريكي لتسوية الدعوى.

#### منازعات الملكية الفكرية
في 11 كانون الأول (ديسمبر) 2008، رفعت مؤسسة البرمجيات الحرة دعوى قضائية ضد شركة سيسكو بخصوص فشل سيسكو في الامتثال لنماذج ترخيص رخصة جنو العمومية ورخصة جنو العمومية الصغرى وإتاحة كود المصدر القابل للتطبيق للجمهور. في 20 مايو 2009، قامت سيسكو بتسوية هذه الدعوى من خلال الامتثال لشروط ترخيص مؤسسة البرمجيات الحرة وتقديم مساهمة مالية إلى مؤسسة البرمجيات الحرة.
في أكتوبر 2020، أُمرت شركة سيسكو بدفع 1.9 مليار دولار أمريكي لشبكات الجاذبية المركزية لانتهاكها أربع براءات اختراع للأمن السيبراني.

#### الرقابة في الصين
تعرضت سيسكو لانتقادات لتورطها في الرقابة في جمهورية الصين الشعبية. وفقًا للمؤلف إيثان جوتمان، قامت شركة سيسكو ومزودو معدات الاتصالات السلكية واللاسلكية الآخرون بتزويد الحكومة الصينية بمعدات المراقبة والبنية التحتية للإنترنت التي تُستخدم لحجب مواقع الإنترنت وتتبع الأنشطة عبر الإنترنت في الصين. صرحت شركة سيسكوبأنها لا تخصص أو تطور قدرات تصفية متخصصة أو فريدة لتمكين الحكومات من منع الوصول إلى المعلوماتوأنها تبيع نفس المعدات في الصين التي تبيعها في جميع أنحاء العالم.
كشفت وايرد عن عرض تقديمي تم تسريبه وسري من سيسكو باوربوينت يوضح بالتفصيل الفرص التجارية لمشروع الدرع الذهبي للتحكم في الإنترنت. في مايو 2011، رفعت مجموعة من ممارسي الفالون غونغ دعوى قضائية بموجب قانون الضرر للأجانب زاعمين أن سيسكو طورت عن عمد منتجاتها وخصصتها لمساعدة الحكومة الصينية في مقاضاة ممارسي الفالون غونغ وإساءة معاملتهم. تم رفض الدعوى القضائية في سبتمبر 2014 من قبل محكمة مقاطعة الولايات المتحدة للمنطقة الشمالية من كاليفورنيا، والتي تم استئناف القرار أمام محكمة الاستئناف الأمريكية للدائرة التاسعة في سبتمبر 2015.

#### التحقيق في الاحتيال الضريبي
في أكتوبر 2007، قُبض على موظفي وحدة سيسكو البرازيلية بتهمة استيراد معدات دون دفع رسوم استيراد. ردا على ذلك، صرحت سيسكو أنها لا تستورد مباشرة إلى البرازيل، وبدلاً من ذلك تستخدم الوسطاء.

#### دعوى مكافحة الاحتكار
في 1 ديسمبر 2008، رفعت شركة مولتيفين دعوى قضائية ضد الاحتكار ضد شركة سيسكو سيستمز. تدعي شكوى مولتيفين أن سيسكو أضرت بمولتيفين والمستهلكين من خلال تجميع وربط إصلاحات الأخطاء / التصحيحات والتحديثات لبرنامج نظام التشغيل الخاص بها بخدمات الصيانة (سمارت نت). في مايو 2010، اتهمت شركة سيسكو الشخص الذي رفع دعوى مكافحة الاحتكار، رجل الأعمال التكنولوجي البريطاني النيجيري بيتر ألفريد أديكي، بالقرصنة والضغط على الحكومة الأمريكية لتسليمه من كندا. قامت سيسكو بتسوية دعوى مكافحة الاحتكار بعد شهرين من اعتقال بيتر أديكي من خلال إتاحة تحديثات برامجها لجميع عملاء مولتيفين .

#### مراقبة اتصالات المستخدمين عن بعد
تم الإبلاغ عن تحديث أجهزة لينكسيس E2700 من سيسكو وE3500 وE4500 عن بُعد إلى إصدار برنامج ثابت يجبر المستخدمين على التسجيل في خدمة سحابية، ويسمح لسيسكو بمراقبة استخدام الشبكة الخاصة بهم وإغلاق حساب الخدمة السحابية في النهاية وبالتالي عرض جهاز التوجيه المتأثر غير صالح للإستعمال.

#### جدار حماية مستتر طورته وكالة الأمن القومي
وفقًا لمجلة دير شبيغل الألمانية، طورت طائرة نفاثة للوصول إلى الجمعية الأمريكية لأطباء التخدير (سلسلة 5505 و5510 و5520 و5540 و5550) و500 سلسلة جدران الحماية PIX.
تناول كبير مسؤولي الأمن في سيسكو المزاعم علنًا ونفى العمل مع أي حكومة لإضعاف منتجات سيسكو للاستغلال أو لتنفيذ أبواب خلفية أمنية.
وثيقة مضمنة في مجموعة ملفات وكالة الأمن القومي التي تم إصدارها مع كتاب لا مكان للاختباء فيه جلين غرينوالد تفاصيل كيف تقوم وحدة عمليات الوصول المخصصة التابعة للوكالة وموظفي وكالة الأمن القومي الآخرين باعتراض الخوادم وأجهزة التوجيه ومعدات الشبكة الأخرى التي يتم شحنها إلى المنظمات المستهدفة للمراقبة وتثبيت البرامج الثابتة السرية عليها قبل تسليمها. تم وصف أنظمة حصان طروادة من قبل مدير وكالة الأمن القومي على أنها «بعض أكثر العمليات إنتاجية في عمليات الوصول المخصصة لأنها تضع نقاط الوصول مسبقًا في شبكات مستهدفة صلبة حول العالم.»
نفت سيسكو الادعاءات الواردة في مستند العميل قائلة إنه لم يتم تضمين أي معلومات حول منتجات سيسكو المحددة أو تدخل سلسلة التوريد أو تقنيات الزرع أو الثغرات الأمنية الجديدة. قال المستشار العام لشركة سيسكو أيضًا أن سيسكو لا تعمل مع أي حكومة، بما في ذلك حكومة الولايات المتحدة، لإضعاف منتجاتها. وبحسب ما ورد دفعت المزاعم الرئيس التنفيذي للشركة إلى التعبير عن قلقه لرئيس الولايات المتحدة.

#### دعوى براءات الاختراع (Spherix)
في مارس 2014 تم رفع دعوى قضائية ضد شركة سيسكو سيستمز لانتهاك براءات الاختراع. يقول (Spherix) أن أكثر من 43 مليار دولار من مبيعات سيسكو تنتهك براءات اختراع نورتل القديمة المملوكة لشركة (Spherix). يقول المسؤولون في (Spherix) إن مجموعة واسعة من منتجات سيسكو، من المحولات إلى أجهزة التوجيه، تنتهك 11 براءة اختراع نورتل السابقة التي تمتلكها الشركة الآن.

#### دور الرقابة الهندية نت
اعتبارًا من أبريل 2020، يُزعم أن شركة سيسكو سيستمز تساعد إدارة جامو وكشمير الهندية في بناء جدار حماية يمنع مستخدمي الإنترنت في كشمير من الوصول إلى مواقع الويب المدرجة في القائمة السوداء، بما في ذلك بوابات الوسائط الاجتماعية، من خلال اتصالات الخطوط الثابتة. سيسكو تنفي هذه المزاعم.

## وصلات خارجية
- الموقع الرسمي
- بيانات الأعمال لشركة سيسكو سيستمز.: تمويل جوجل. تمويل ياهو . لجنة الاوراق المالية والبورصات

| سبقه جنرال موتورز | مؤشر داو جونز الصناعي component June 8, 2009 – present | الحالي |